# 배드 보이즈 (2000년 영화)
《배드 보이즈》(特攻: For Bad Boys Only)는 홍콩에서 제작된 엽위민 감독의 2000년 영화이다. 정이건 등이 주연으로 출연하였고 문준 등이 제작에 참여하였다.

## 출연

### 주연
- 정이건
- 서기

### 조연
- 고천락
- 진효동
- 양공여
- 임희뢰